# Miarinarivo (Analanjirofo)
Miarinarivo is een plaats en commune in het oosten van Madagaskar, behorend tot het district Vavatenina, dat gelegen is in de regio Analanjirofo. Tijdens een volkstelling in 2001 telde de plaats 23.923 inwoners.
De plaats biedt naast lager onderwijs ook middelbaar onderwijs aan. 90 % van de bevolking werkt als landbouwer. Het belangrijkste landbouwproduct is rijst; andere belangrijke producten zijn koffie en kruidnagelen. Verder is 10% actief in de dienstensector.